# Quando c'era Berlinguer
Quando c'era Berlinguer è un film documentario del 2014 diretto da Walter Veltroni, dedicato alla figura di Enrico Berlinguer.
Il film è uscito in Italia il 27 marzo 2014. Ad ottobre 2014 ha vinto il premio penisola sorrentina Arturo Esposito consegnato a Walter Veltroni.

## Trama
Il film racconta la vita di Enrico Berlinguer, storico segretario del Partito Comunista Italiano, dalle sue origini sassaresi fino alla morte avvenuta a Padova a piazza della Frutta nel 1984 dopo un comizio. Nella prima parte viene chiesto a diversi giovani universitari chi fosse Enrico Berlinguer, e la maggior parte di essi dimostra di non saperlo. La vita di Berlinguer viene raccontata con le parole di coloro che in primis l'hanno conosciuto: dai compagni di partito, come Giorgio Napolitano, la figlia Bianca Berlinguer, l'ex Presidente del Consiglio Arnaldo Forlani, l'ex presidente dell'URSS Michail Gorbačëv, il cantautore Jovanotti, il fondatore delle Brigate Rosse Alberto Franceschini e molti altri. Le interviste vengono intervallate con i numerosi video dell'epoca, come le tribune politiche e i vari discorsi del famoso esponente della sinistra italiana, fino a giungere al suo funerale il 13 giugno 1984 a Roma.

## Distribuzione
Il film, prodotto con la collaborazione di Sky Italia, è uscito nelle sale il 27 marzo 2014; ha incassato complessivamente 608000 €.